# Tim Skold
Tim Skold (* 14. prosince 1966 Skövde, Västergötland, Švédsko) je švédský kytarista, baskytarista a skladatel. Dále je známým re-mixerem a producentem.

## Život a kariéra
Začínal v několika coverových skupinách a jeho první plnohodnotná skupina byla skupina Kingpin, kde hrál na baskytaru. Se skupinou vydal v roce 1987 album Welcome to bop city, které se nedočkalo velkého úspěchu. V roce 1988 se přestěhoval s kytaristou Harry Codym do Los Angeles a založili skupinu Shotgun messiah, se kterou vydali tři alba a jedno EP. Skold se ve skupině věnoval baskytaře a od druhého alba také vokálům. Skupina se v roce 1993 rozpadla a Skold založil svůj doposud aktivní sólový projekt, se kterým v roce 1996 vydal první album. V roce 1997 napsal a nazpíval píseň Anarchy, která vyšla na albu Symbols od KMFDM. Píseň byla klubový trhák a Skold se stal permanentním členem KMFDM až do jejich rozpadu v roce 1999. O rok později založil se Sashou Konietzkem skupinu MDFMK, se kterou vydali jen jedno album. Roku 2002 byla znovuobnovena skupina KMFDM a činnost MDFMK skončila.
Od roku 2002 hrál Skold nejprve na baskytaru a poté na kytaru v kapele Marilyna Mansona. Na albu The Golden Age of Grotesque (2003) spolupracoval jako koproducent, v kapele zaujmul místo baskytaristy uvolněné Twiggym Ramirezem, který odešel na vlastní žádost a připojil se k Nine Inch Nails. Pro turné Rape of the World 2007 zaujmul v kapele místo kytaristy. Na albu Eat me, drink me (2007) hrál na kytaru a baskytaru. 9. ledna 2008 Skold opustil skupinu Marilyn Manson a byl nahrazen opět Twiggym Ramirezem.
Roku 2009 vydal Skold se Sashou Konietzkem album pod názvem Skold vs kmfdm. V tomtéž roce se přidal jako baskytarista do superskupiny Doctor Midnight & The Mercy Cult, se kterou vydal jedno album. Činnost kapely poté skončila. V roce 2012 dělal mixing, back vokály a produkci pěti písní, které pro album napsal, na albu Infamous skupiny Motionless in White. V roce 2014 se objevil na featu v písni Final Dictvm na albu reincarnate skupiny Motionless in White. Píseň byla původně napsána pro Skoldovo třetí sólové album The Undoing. V roce 2018 se objevil na featu v písni Rostov na albu Imperator skupiny Killus. V tomtéž roce vydal cover na píseň White as chalk od skupiny Leæther Strip, kterou vydal na kompilačním albu Heært Combine skupiny Leæther Strip, které bylo uděláno za cílem vybrání peněz na léčbu rakoviny přítele frontmana skupiny Leæther Strip.